# جون ماثر (رسام)
جون ماثر (بالإنجليزية: John Mather)‏ هو رسام أسترالي، ولد في 1848 في هميلتون في المملكة المتحدة، وتوفي في 18 فبراير 1916 في South Yarra ‏ في أستراليا.